# Братья Фоше
Пьер Жан Мари Константин (известный как Константин де Фоше) и Мари Франсуа Этьен Сезар (известный как Сезар де Фоше; даты жизни обоих: 12 сентября 1760, Ла-Реоль, Гиень — 27 сентября 1815, Бордо) — братья-близнецы, бригадные генералы французской армии, расстрелянные за бонапартизм во время Белого террора, последовавшего за поражением Наполеона при Ватерлоо и вторичным возвращением Бурбонов.

## Биография
Родились в семье чиновника, работавшего по военному ведомству. В двадцать лет поступили на службу в полк королевской гвардейской кавалерии. С началом революции были избраны в Учредительное собрание от Ла-Реоль. В 1793 году сражались против роялистов в Вандее, где каждый из них захватил по вражескому знамени (10 апреля Сезар, 21 сентября Константин). На поле боя при Шатильоне (11 октября 1793) произведены во временные бригадные генералы (Сезар в этом бою был 12 раз ранен). Константин Фоше к тому времени уже имел рану, полученную при занятии вражеской артиллерийской позиции. В ноябре 1793 арестованы по политическим причинам, находились под следствием, но в 1795 году отпущены и подтверждены в чине бригадных генералов.
Из-за последствий ранений были вынуждены уйти с активной военной службы. В период правления Наполеона занимали военно-административные должности в родном департаменте Жиронда. Носили в петлицах цветы разного цвета, чтобы подчинённые могли их различать.
В 1814 году защищали родной город от англичан, были приговорены ими к смертной казни, но помилованы по ходатайству маршала Мармона. Во время Ста дней вернулись на активную службу и возглавляли бригады в Западно-Пиренейской армии генерала Клозеля.
После поражения Наполеона Клозель бежал в США, а братья Фоше были арестованы по обвинению в создании подпольного склада оружия, вторично приговорены к смерти, и вместе расстреляны расчётом из 12 солдат, не позволив завязать себе глаза повязками, как это было принято; Сезар сам отдал команду «Огонь!»

## Галерея

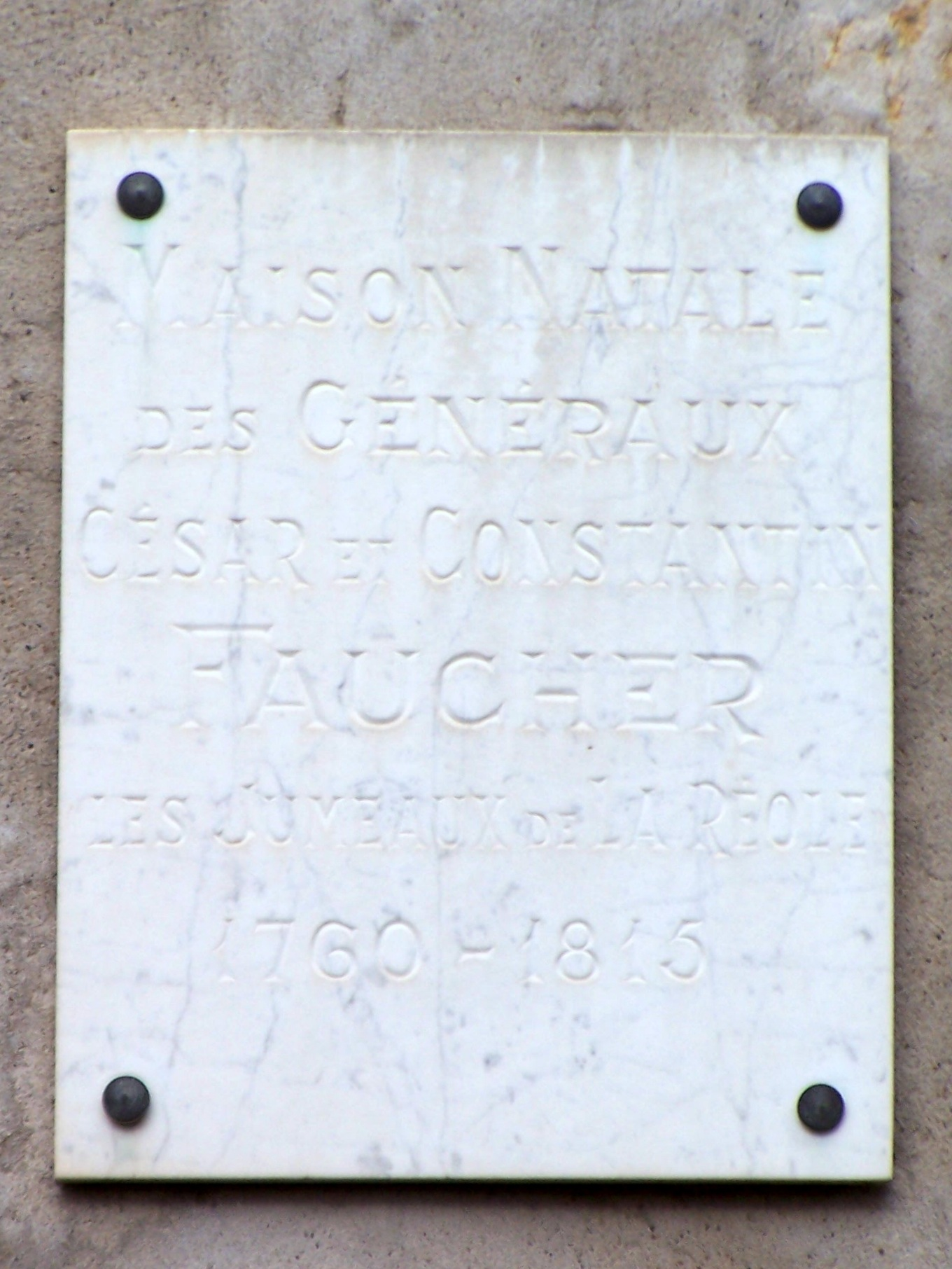
Мемориальная доска братьям Фоше в Ла-Реоли
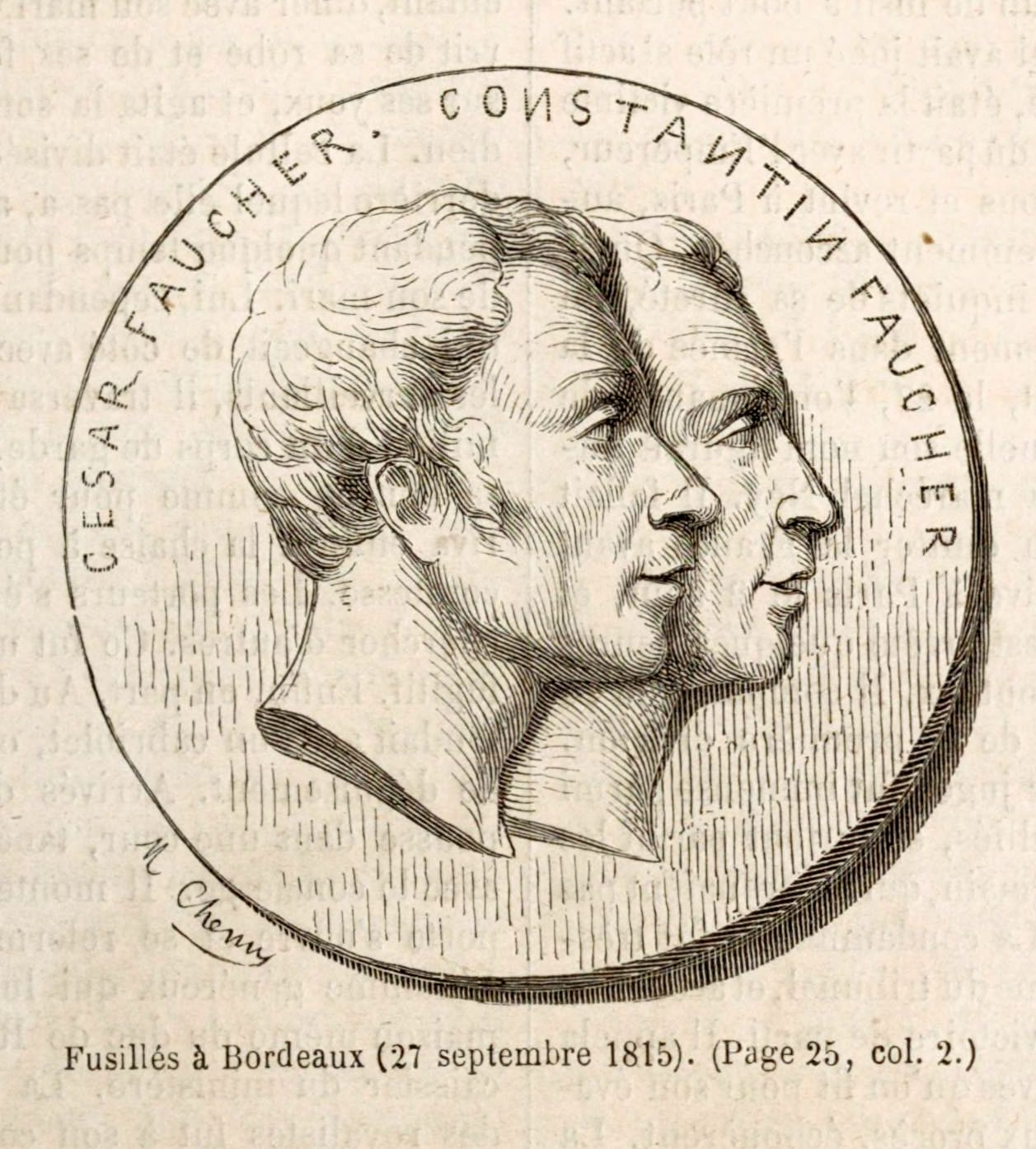
Гравюра из книги XIX века